# 彼得罗·佩莱格里
彼得罗·佩莱格里（義大利語：Pietro Pellegri，發音：[ˈpjɛːtro pelˈleːɡri]；2001年3月17日—）是意大利职业男子足球运动员，現效力於意甲俱乐部恩波利（拖連奴外借），司职前锋。
2016年，15岁零280天的佩莱格里上演意甲首秀，与阿梅迪奥·阿马迪并列成为意甲联赛的最年轻的出场球员。 2021年5月，他的纪录被15岁零274天的年龄被维斯多姆·埃米打破。 

## 俱乐部生涯

### 热那亚
佩莱格里出自自己的家乡球队热那亚青训。2016年12月22日，在热那亚客场0-1 不敌都灵的比赛中，他在第 88 分钟替补林孔上场，上演了自己在意甲一线队的首秀。  他以 15 岁 280 天的年龄打平了由罗马队的阿梅迪奥·阿马迪在1937年创造的意甲有史以来最年轻出场纪录（2021年5月，效力于博洛尼亚的维斯多姆·艾米打破了这一纪录）。    他也成为了第一个在意甲出场的 21 世纪出生的球员，也是继莫伊斯·基恩之后，第二个出生于2000年代的在意大利顶级联赛出场的球员。  5月28日，他在热那亚客场3-2负于罗马的比赛中打进了他的第一个意甲进球，成为意甲第一个在21世纪出生并取得进球的球员 。他也是意甲联赛历史上第三年轻的射手，排在阿马迪和里维拉之后。 
2017年9月17日，他在主场2-3负于拉齐奥的比赛中成为首位在欧洲联赛中打入两球的16岁球员； 这也使他成为意甲有史以来打入两球的最年轻的球员。 

### 摩纳哥
2018年1月27日，佩莱格里以2500万欧元的价格转会至法甲球会摩纳哥， 他也成为是16岁球员的第二贵转会费。 他在同年2月16日在摩纳哥主场 4-0 战胜第戎的比赛中首次亮相，并在最后四分钟代替凯塔·巴尔德上场。 与此同时，他也成为俱乐部历史上最年轻的联赛球员（16岁10个月零30天），打破了姆巴佩16岁零374天的记录。他也收到了姆巴佩的祝贺。 
8月26日，在摩纳哥1-2不敌波尔多的比赛中，他打进自己在摩纳哥的处子球 ，成为了21世纪出生的第一位在法国顶级联赛进球的球员。 

#### 租借至AC米兰
2021 年8月25日， AC米兰宣布租借佩莱格里，并在合同内添加买断条款。如果他满足某些条件，买断条款将会自动触发。 

## 国家队生涯
佩莱格里随意大利17岁以下球队参加了2017年欧洲17岁以下欧洲锦标赛，打进一球。
2018年9月，意大利国家队主教练曼奇尼第一次征召了进成年队，参加意大利对阵波兰、葡萄牙的欧洲国家联赛。 但他因轻伤错过了这些比赛。 
2020年11月11日，年仅 19 岁的佩莱格里在意大利以 4-0 战胜爱沙尼亚的友谊赛中替补上场，这是他首次代表意大利成年队上阵。 

## 个人生活
佩莱格里是热那亚助理教练兼球队管理员马尔科·佩莱格里的儿子。他说自己的偶像是伊布拉希莫维奇。  

## 职业统计

### 俱乐部
最後更新：match played 23 May 2021
| 俱乐部       | 季节         | 联盟         | 联盟 | 联盟 | 杯   | 杯   | 联赛杯 | 联赛杯 | 洲际比赛 | 洲际比赛 | 其他 | 其他 | 总计 | 总计 |
| 俱乐部       | 季节         | 联赛         | 出场 | 进球 | 出场 | 进球 | 出场   | 进球   | 出场     | 进球     | 应用 | 目标 | 应用 | 目标 |
| ------------ | ------------ | ------------ | ---- | ---- | ---- | ---- | ------ | ------ | -------- | -------- | ---- | ---- | ---- | ---- |
| 热那亚       | 2016–17      | 意甲         | 3    | 1    | 0    | 0    | —      | —      | —        | —        | —    | —    | 3    | 1    |
| 热那亚       | 2017–18      | 意甲         | 6    | 2    | 1    | 0    | —      | —      | —        | —        | —    | —    | 7    | 2    |
| 热那亚       | 全部的       | 全部的       | 9    | 3    | 1    | 0    | —      | —      | —        | —        | —    | —    | 10   | 3    |
| 摩纳哥       | 2017–18      | 法甲         | 3    | 0    | 0    | 0    | 0      | 0      | —        | —        | —    | —    | 3    | 0    |
| 摩纳哥       | 2018–19      | 法甲         | 3    | 1    | 0    | 0    | 0      | 0      | 0        | 0        | 0    | 0    | 3    | 1    |
| 摩纳哥       | 2019–20      | 法甲         | 0    | 0    | 0    | 0    | 0      | 0      | —        | —        | —    | —    | 0    | 0    |
| 摩纳哥       | 2020–21      | 法甲         | 16   | 1    | 1    | 0    | —      | —      | —        | —        | —    | —    | 17   | 1    |
| 摩纳哥       | 总计         | 总计         | 22   | 2    | 1    | 0    | 0      | 0      | 0        | 0        | 0    | 0    | 23   | 2    |
| 职业生涯总计 | 职业生涯总计 | 职业生涯总计 | 31   | 5    | 2    | 0    | 0      | 0      | 0        | 0        | 0    | 0    | 33   | 5    |

### 国际队
| 国家队 | 年份 | 出场 | 进球 |
| ------ | ---- | ---- | ---- |
| 意大利 | 2020 | 1    | 0    |
| 总计   | 总计 | 1    | 0    |